# Encefalomielite disseminada aguda
A encefalomielite aguda disseminada (ADEM), também referida como encefalomielite pós-infecciosa, é um processo autoimune agudo, rapidamente progressivo, que ocorre no sistema nervoso central. A ADEM é caracterizada por desmielinização no cérebro e na medula espinal (e ocasionalmente no nervo ótico) como resultado de uma inflamação que ocorre em resposta a uma infeção ou imunização precedente

## Etiologia
A ADEM tem sido associada a alguns organismos infecciosos e imunizações. Os organismos mais frequentemente associados incluem o citomegalovírus, o vírus Epstein-Barr, o vírus herpes simplex, o herpes-vírus humano 6, o vírus influenza, a hepatite A, o vírus da imunodeficiência humana e a pneumonia por micoplasma - embora, na maioria dos casos, o agente patogénico causador não seja identificado. Outras infecções bacterianas associadas incluem a Leptospira, estreptococos beta-hemolíticos e Borrelia burgdorferi. Antes do desenvolvimento dos programas de imunização, a ADEM estava mais frequentemente associada ao sarampo (para além de uma incidência aumentada em associação com a rubeola, rubéola, papeira, varicela e varíola). Atualmente, o ADEM está mais frequentemente associado a infecções virais do trato gastrointestinal ou respiratório.
A vacina contra a raiva foi a vacina mais antiga associada ao ADEM. É observada tanto em adultos como em crianças aproximadamente oito a 21 dias após a imunização. Outras vacinas menos frequentemente associadas incluem as vacinas contra o sarampo, tosse convulsa, tétano, gripe, hepatite B, difteria, rubéola, pneumococo, varicela, varíola, papilomavírus humano e poliomielite.

## Epidemiologia
Embora seja uma doença rara, estima-se que 1 em 125.000-250.000 indivíduos sejam afectados por ADEM todos os anos. Embora a maioria dos casos ocorra em crianças (a maioria com menos de dez anos de idade e as restantes entre os dez e os 20 anos), a ADEM também foi documentada em adultos com idades compreendidas entre os 18 e os 82 anos. A doença ocorre mais frequentemente em homens do que em mulheres (rácio de homens para mulheres de 1,3:1), e mais frequentemente sazonalmente no inverno e na primavera (historicamente, os meses mais frios do ano).
O risco de desenvolver ADEM depende de alguns factores, incluindo a genética de um indivíduo, a exposição a organismos infecciosos, a exposição a imunizações e a pigmentação da pele mais clara. Todos os grupos étnicos são susceptíveis de desenvolver ADEM, e a doença ocorre em todo o mundo.
Em 50% - 75% dos casos, a ADEM está associada a uma infeção anterior ou a uma vacinação, e a maioria dos casos segue-se a uma infeção viral ou bacteriana (embora o agente patogénico causador nem sempre seja identificado).

## Fisiopatologia
O mecanismo patológico exato da ADEM não é completamente compreendido, mas pensa-se que resulta de uma inflamação desencadeada por um estímulo ambiental (por exemplo, vacinação ou doença infecciosa) em indivíduos geneticamente susceptíveis. A ADEM foi ainda caracterizada como uma doença autoimune que causa desmielinização no sistema nervoso central (SNC). 
Foi proposto que uma resposta mediada por células ou anticorpos produzidos em resposta a um estímulo ambiental reagem de forma cruzada com autoantigénios da mielina (por exemplo, proteína básica da mielina, proteína oligodendrócita da mielina, proteína proteolipídica) no SNC, resultando na desmielinização carateristicamente observada na ADEM. Um mecanismo proposto alternativamente sugere que a ADEM pode ocorrer como resultado do aumento da permeabilidade vascular e da congestão no SNC devido à inflamação e aos complexos imunes circulantes que se seguem à vacinação ou à infeção. Pensa-se que a infiltração mononuclear da vasculatura do SNC resulte em edema em torno dos vasos e, por vezes, em hemorragia, causando danos nas células neuronais circundantes (por exemplo, desmielinização, necrose ou gliose) e, em última análise, a variedade de possíveis apresentações clínicas e prognósticos observados em indivíduos com ADEM. A inflamação e o aumento da permeabilidade vascular associados à ADEM também foram propostos como um mecanismo através do qual ocorre a rutura da barreira hemato-encefálica, permitindo a infiltração do SNC tanto por antigénios como por células inflamatórias envolvidas na resposta imunitária mediada por células concomitante.

## Historial e exame físico
O ADEM é classicamente observado após uma doença (ou, menos frequentemente, uma vacinação) com um intervalo de tempo que varia entre alguns dias e até 60 dias (a média é de 26 dias). No entanto, em cerca de 25% dos indivíduos afectados, pode não haver um evento precedente óbvio. O início da ADEM é agudo e rapidamente progressivo e caracteriza-se por sintomas neurológicos multifocais que requerem hospitalização precoce.
Alguns sintomas não específicos (por exemplo, constitucionais) associados à ADEM incluem febre, cefaleias, fadiga, mal-estar, náuseas e vómitos. Em cerca de 20% a 52% dos casos em adultos, pode estar associada a uma alteração do estado mental (encefalopatia), que pode envolver irritabilidade, confusão, psicose, sonolência ou mesmo coma. Para além dos défices motores e sensoriais (por exemplo, paraparésia, tetraparésia), os doentes podem também apresentar défices do tronco cerebral (por exemplo, disartria ou disfunção oculomotora) ou outras anomalias neurológicas (por exemplo, convulsões, meningismo, ataxia, afasia, nistagmo, neurite ótica, retenção urinária, pressão intracraniana elevada ou sinais extrapiramidais).
Alguns adultos com ADEM podem também desenvolver sinais de envolvimento do sistema nervoso periférico que são definidos por anomalias nos testes de eletrodiagnóstico. Os sinais e sintomas de envolvimento periférico podem incluir parestesia ou anestesia dos membros ou atrofia muscular.
Os doentes com ADEM que apresentam envolvimento periférico têm um pior prognóstico e um maior risco de recaída em comparação com os que têm apenas envolvimento do SNC.

## Avaliação
A modalidade de imagem de escolha para avaliar a ADEM é a RM. Demonstra lesões hiperintensas em T2, recuperação de inversão atenuada de fluidos (FLAIR), densidade de protões e sequências de difusão de traços eco-planares. As lesões não são tipicamente visualizadas nas sequências ponderadas em T1, embora as lesões maiores possam aparecer como hipointensidades. Os exames de imagem da ADEM podem revelar uma única lesão (por exemplo, grande ou pequena, confluente ou solitária) ou múltiplas lesões na substância branca (por exemplo, periventricular e subcortical) e cinzenta (por exemplo. A caraterística mais comum é a presença de lesões múltiplas, disseminadas e assimétricas bilateralmente em todo o cérebro. Podem existir lesões infratentoriais adicionais no tronco cerebral, cerebelo e medula espinhal, mas estas raramente se apresentam como lesões isoladas sem uma lesão cerebral associada.
As lesões do ADEM apresentam-se tipicamente com margens indistintas nos exames imagiológicos. Este facto pode ajudar a diferenciar estas lesões das margens nítidas típicas das lesões observadas na esclerose múltipla.
É importante notar que a ADEM pode apresentar-se com uma RMN normal, por outras palavras, sem qualquer evidência visual de doença (mesmo após múltiplos exames). Nalguns casos, também é possível que as lesões de RM apareçam semanas após o início dos sintomas. Embora a maioria das lesões de RM se resolva no prazo de 18 meses, é necessário repetir os exames de imagem, especialmente no início do curso da doença, uma vez que pode haver flutuações nas lesões (por exemplo, podem aparecer novas lesões enquanto as lesões mais antigas se resolvem), apesar de o doente poder permanecer assintomático.
Embora a RM seja a modalidade de imagem de eleição, pode considerar-se a realização de uma TAC num contexto de urgência para excluir quaisquer outras causas potencialmente fatais de disfunção neurológica. No caso da ADEM, a tomografia computorizada é, na maioria das vezes, normal, especialmente numa fase inicial da doença. Em fases mais avançadas, a ADEM pode aparecer como regiões focais ou multifocais de lesões da substância branca na TC. A análise do líquido cefalorraquidiano (LCR) (por exemplo, após uma punção lombar) pode revelar anomalias em 50% a 80% dos doentes com ADEM. Estes achados podem incluir pleocitose linfocítica (com uma contagem de glóbulos brancos inferior a 100 células/mL) e uma proteína do LCR ligeiramente elevada (inferior a 70 mg/dL). Mais especificamente, os doentes com ADEM apresentam frequentemente um nível elevado de proteína básica da mielina do líquido cefalorraquidiano (LCR) na análise do LCR. Este é um sinal de desmielinização no SNC.
An EEG done on a patient with ADEM may reveal a disturbed sleep pattern, and either a focal or generalized slowing of electrical activity.
There is no specific biomarker or diagnostic test that establishes a diagnosis of ADEM.  It is, however, considered, when a patient presents with multifocal neurologic deficits without any prior history of neurologic dysfunction. One or more demyelinating lesions (either supra- or infratentorial) on brain MRI will further support a diagnosis of ADEM. These findings, taken together with a history of infection or immunization, as well as abnormal CSF findings, will further support a diagnosis of ADEM (but are not necessary to do so).
Although there are no set diagnostic criteria for ADEM in adults, for children, a diagnosis is made based on the presence of both encephalopathy and multifocal CNS involvement.
Children with ADEM have also been found to have an elevated sedimentation rate and a slightly elevated platelet count.

## Tratamento
O tratamento empírico com aciclovir pode ser iniciado em doentes que apresentem sinais meníngeos, febre, encefalopatia aguda e sinais de inflamação no sangue ou no LCR.
No entanto, a base do tratamento da ADEM é a imunossupressão com glucocorticóides intravenosos em doses elevadas. Estes podem ser iniciados em simultâneo com aciclovir ou antibióticos na apresentação inicial do doente. Se um doente não estiver a melhorar ou estiver a responder mal ao tratamento com glucocorticóides, tentar imunoglobulina intravenosa (IVIG), troca de plasma ou ciclofosfamida.

## Diagnóstico diferencial
- Meningite asséptica
- Parálisis do nervo facial
- Metástase cerebral
- Brucelose
- Acidente vascular cerebral cardioembólico
- Síndrome da cauda equina e do cone medular
- Síndromes do seio cavernoso
- Complicações do sistema nervoso central no VIH
- Trombose venosa cerebral
- Doença de Churg-Strauss

## Dificuldades e outras questões
É difícil diferenciar a ADEM de um ataque inicial de esclerose múltipla (EM) com base num único encontro clínico ou evidência radiográfica isolada em adultos. É importante diagnosticar com precisão um paciente com qualquer uma das condições porque a abordagem ao tratamento das duas condições difere significativamente. Embora a EM seja caracterizada por ataques repetidos de disfunção neurológica separados no tempo e no espaço, existe uma sobreposição significativa entre as duas doenças no que respeita aos sintomas do SNC e às evidências radiográficas. É mais provável que os doentes com ADEM tenham uma história de doença viral prodrómica, juntamente com febre, rigidez do pescoço, ataxia e perturbações da consciência e/ou encefalopatia. Em contrapartida, os doentes com EM normalmente não apresentam estas queixas. Além disso, a EM é mais frequentemente monossintomática (por exemplo, neurite ótica isolada) e tem uma evolução crónica, recidivante e remitente.
Uma ressonância magnética cerebral pode ajudar a distinguir entre as duas. A ADEM envolve tipicamente lesões maiores, bilaterais e assimétricas, que são também em maior número do que as tipicamente observadas na EM. As lesões cerebrais tendem a ser mais bem definidas quando observadas na EM, em comparação com as lesões mal definidas observadas na ADEM. É mais provável que a EM esteja associada a lesões cerebrais de idades variáveis, enquanto a ADEM tem normalmente lesões que têm aproximadamente a mesma idade. As lesões no tálamo são mais comuns na ADEM, enquanto as lesões periventriculares são mais comuns na EM.
A encefalomielite hemorrágica aguda, ou leucoencefalite hemorrágica aguda (LEHA), leucoencefalite hemorrágica necrosante aguda de Weston-Hurst) é uma variante hiperaguda da ADEM que progride rapidamente para o coma e pode ser fatal. A LEHA é desencadeada de forma semelhante à ADEM após exposição a um organismo infecioso ou vacinação.  Os sintomas da LAHE incluem défices neurológicos multifocais assimétricos, meningismo, cefaleias e convulsões.
A TAC ou RMN da cabeça de um doente com LEHA pode revelar lesões hemorrágicas focais, para além de edema, hemorragias petequiais e perivasculares, destruição vascular e deposição de fibrina, e infiltração neutrofílica.
Convergência com outras doenças desmielinizantes do SNC e apresentação multifásica:
Outras doenças desmielinizantes como a esclerose múltipla, a neurite ótica (NO) e as doenças do espetro da neuromielite ótica podem ter sobreposições na apresentação, bem como convergência com a ADEM. Este facto tem sido cada vez mais reconhecido e considerado nos critérios de diagnóstico da ADEM. Existem casos de ADEM multifásicos com um evento de ADEM que ocorre mais de 3 meses após o diagnóstico inicial de ADEM.

## Melhorar os resultados da equipa de cuidados de saúde
A apresentação, o diagnóstico e o tratamento do ADEM são muito complexos e devem ser realizados por uma equipa que inclua um especialista em doenças infecciosas, um médico do serviço de urgência, um patologista, um enfermeiro, um neurologista, um psiquiatra e um intensivista.  A ADEM surge classicamente a seguir a uma doença (ou, menos frequentemente, a uma vacinação) com um intervalo de tempo que varia entre alguns dias e até 60 dias (a média é de 26 dias). No entanto, em cerca de 25% dos indivíduos afectados, pode não haver um evento precedente óbvio. O início da ADEM é agudo e rapidamente progressivo, e caracteriza-se por sintomas neurológicos multifocais que requerem hospitalização precoce. A decisão de tratar com um agente antiviral requer um julgamento clínico. É necessária a monitorização destes doentes na UCI, e os enfermeiros têm de assegurar uma monitorização atenta e, ao mesmo tempo, fornecer profilaxia contra a TVP, úlceras de pressão e úlceras de stress. Qualquer nova alteração neurológica deve ser comunicada à equipa.
O farmacêutico deve fazer a reconciliação da medicação e ajudar a dosear o aciclovir e a terapêutica com glucocorticóides intravenosos em doses elevadas. Se um doente não estiver a melhorar, o farmacêutico pode ajudar na dosagem correcta e na monitorização da imunoglobulina intravenosa (IVIG) ou da ciclofosfamida. Além disso, o farmacêutico pode ajudar a educar o doente e a família no que respeita ao cumprimento da medicação.
Os enfermeiros com formação especializada prestam assistência aos doentes, administram tratamentos, ajudam na educação dos doentes e das suas famílias e mantêm a equipa informada sobre as alterações do estado do doente.
Existem casos raros de necrose hemorrágica grave que levam a uma rápida progressão e morte, especialmente se afectarem o tronco cerebral. Só através desta abordagem interprofissional em equipa é possível reduzir a morbilidade e a mortalidade desta doença.
As perspectivas dos doentes com ADEM são de razoáveis a boas, mas aqueles que apresentam défices neurológicos graves podem ter defeitos residuais após a recuperação. O período de recuperação pode demorar semanas ou meses[Nível V].